# Rikki Belder
Pour les articles homonymes, voir Belder.
Rikki Belder, née le 2 juillet 1993 à Adélaïde, est une coureuse cycliste australienne. Spécialisée dans les épreuves sur piste.

## Palmarès sur piste

### Championnats d'Océanie
| Édition / Épreuve | 500 mètres | Keirin | Vitesse par équipes |
| Invercargill 2011 | Argent     |        | Argent              |
| Adélaïde 2012     |            | Bronze | Argent              |
| Adélaïde 2014     | Bronze     |        |                     |
| Melbourne 2016    |            |        | Or                  |

### Championnats d'Australie
- 2011
  - 2e du keirin juniors
  - 2e du 500 mètres juniors
- 2012
  - 3e du 500 mètres
- 2013
  -  Championne d'Australie de la vitesse par équipes
  - 3e du 500 mètres
- 2014
  -  Championne d'Australie de la vitesse par équipes
- 2015
  -  Championne d'Australie du 500 mètres
  -  Championne d'Australie de la vitesse par équipes
- 2016
  - 2e de la vitesse par équipes
  - 3e du keirin
- 2017
  -  Championne d'Australie de la vitesse par équipes
  - 2e du 500 mètres
- 2018
  -  Championne d'Australie de la vitesse par équipes
  - 3e du keirin

## Autres
- 2014
  - DISC Grand Prix - Keirin
  - 3e du Super Drome Trophy - keirin
- 2015
  - 3e de Hisense Grand Prix - keirin
- 2016
  - 3e de DISC Grand Prix - Keirin